# Verpresspfahl
Der Verpresspfahl ist ein für Bauwerke im Spezialtiefbau und in der Sanierung eingesetzter Pfahl mit Außendurchmesser < 300 mm (Pfahl mit kleinem Durchmesser), der Kräfte über seinen Verpresskörper in den umgebenden Boden oder das Gestein als Zug- oder Druckpfahl einträgt.
„Verpresspfähle (Ortbeton und Verbundpfähle) mit kleinem Durchmesser“ (bisher in Deutschland DIN 4128) werden europäisch in DIN EN 14199 „Pfähle mit kleinen Durchmessern (Mikropfähle)“ geregelt.

## Verbundpfähle
Die bedeutendste Gruppe unter den Verpresspfählen sind die Verbundpfähle. Frühere oder sonstige Bezeichnungen für Verpresspfähle im Sinne von Verbundpfählen waren oder sind:
- Kleinverpresspfahl
- Kleinbohrpfahl
- Wurzelpfahl
- Ankerpfahl (EAU 2004)
- GEWI-Pfahl
- TITAN-Pfahl
- Rohrpfahl
- thyssenkrupp ASF Bohrverpresspfahl
- ANKER-SCHROEDER Bohrverpresspfahl

Der Verbund besteht zwischen dem mit Betonstahlrippen versehenen Stahltragglied (Bewehrung) und dem einhüllenden Verpresskörper. Die Übertragung von Kräften in den Boden oder Fels erfolgt über die Mantelreibung des Verpresskörpers in den Boden.
Übliche Stahltragglieder sind:
- GEWI-Stahl (Gewindestahl, Vollstab), oder
- TITAN-Stahl (Hohlstab)
- Rundstahl (mit Streckgrenzen <500 N/mm²)
- Rundstahl (mit Streckgrenzen >=500 N/mm²)

bestehend aus duktilem Baustahl mit aufgewalzten Gewinderippen.

### Herstellung
Die Herstellung von Verbundpfählen erfolgt durch Einbau eines Stahltraggliedes (der Bewehrung) in ein Bohrloch, in der Regel mit Bohrverfahren und anschließendem Verpressen.

#### Bohrlochstabilisierung

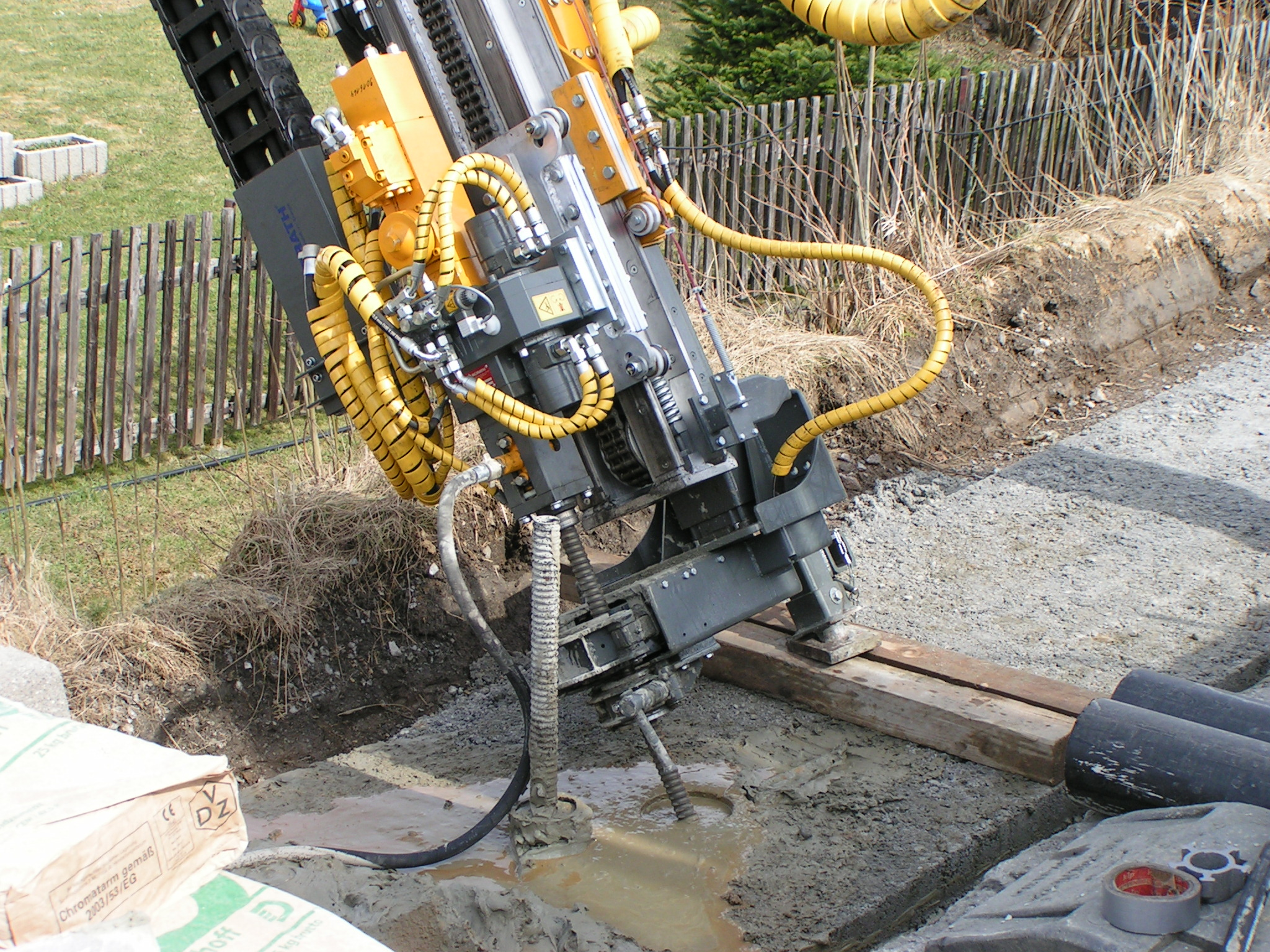
Bohrlochstabilisierung mit Zementsuspension bei Hohlstäben

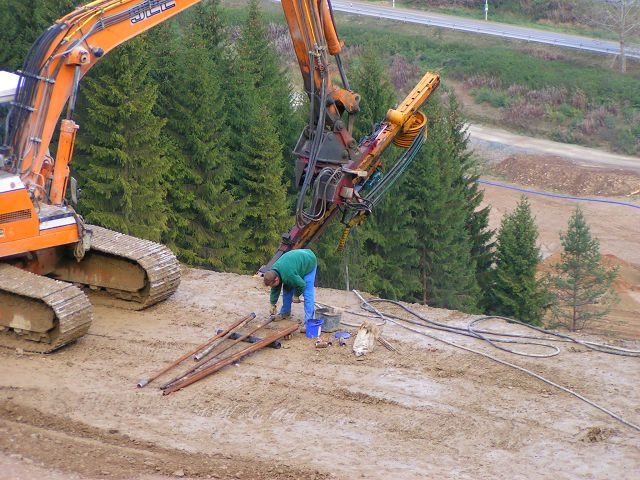
Zum Einbau bereit liegende Schüsse Hohlstäbe TITAN

Das Bohrloch muss gegen Einfallen stabilisiert werden, um einen frei stehenden Ringraum zum späteren Verpressen sicherzustellen. Es gibt zwei übliche Methoden zur Bohrlochstabilisierung und zum Einbau des Stahltraggliedes:
- Einbau einer temporären Verrohrung in einzelnen Schüssen aus Stahlrohren (für Vollstäbe)
- Herstellung eines Filterkuchens aus Zementsuspension (bei Hohlstäben)

Der Einbau ohne Bohrlochstabilisierung ist nur in absolut standfestem Boden oder Fels möglich.

#### Einbau des Stahltraggliedes
- Vollstäbe werden, nach Freibohren des Inneren der Vorrohrung mit Bohrschnecken, vormontiert in das verrohrte Bohrloch eingeschoben
- Hohlstäbe dienen mit einer verlorenen Bohrkrone bereits als Bohrgestänge. Sie werden in einzelnen Schüssen direkt eingebohrt, daher auch die Bezeichnung „Selbstbohrpfahl“.

#### Verpressen
Nach Einbau des Stahltraggliedes wird der Ringraum zwischen Stahltragglied (der Bewehrung) und dem Boden oder Fels mit Zementmörtel (Wasser-Zement-Gemisch ohne oder mit Zuschlagstoffen) unter Druck verpresst und damit der Verpresskörper hergestellt. Dieser erfüllt zwei Funktionen:
- Übertragen der Kräfte vom Stahltragglied in den Boden oder Fels
- Korrosionsschutzhülle

Unterschieden wird zwischen:
- statischem Verpressen beim Vollstab und
- dynamischen Verpressen beim Hohlstab.

Die Art des Verpressens kann je nach Bodenart Einfluss auf die Mantelreibung haben.

#### Nachverpressen
Der Nachverpresseffekt besteht in der Herstellung einer Verzahnung des Verpresskörpers mit dem Boden und erhöht damit die Mantelreibung bei problematischen Böden. Der Nachverpresseffekt wird durch zwei Verfahren erreicht:
- Nachverpressen (Vollstab) über separate Verpressschläuche und Nachverpressventile, dadurch örtliches Aufsprengen des ansonsten zylindrischen Verpresskörpers.
- Dynamisches Verpressen (Hohlstab), die Verzahnung mit dem Boden wird verfahrensbedingt (Spülstrahl der Bohrkrone) sofort zwangsläufig über die gesamte Länge des Verpresskörpers beim Einbau hergestellt.

### Korrosionsschutz
Der Verpresskörper (Zementstein) hüllt das Stahltragglied ein und wirkt damit als Korrosionsschutzhülle. Darüber hinaus verlangen einige produktspezifische bauaufsichtliche Zulassungen je nach Anwendung, der genutzten Stahlspannung des Stahltraggliedes, der verwendeten Betonstahlrippung und der Bodenaggressivität zusätzlichen Korrosionsschutz:
- Ripprohr (sogenannter „Doppelter“ Korrosionsschutz)

Weitere zusätzliche Korrosionsschutzsysteme sind:
- Feuerverzinkung
- DUPLEX-Schutz
- Abrostzuschlag gem. den Empfehlungen des Arbeitsausschusses für Ufereinfassungen 2004 (EAU)

Auf Grund unterschiedlicher Betonstahlrippungen oder Gewindeformen der Stahltragglieder unterschiedlicher Hersteller können gemäß der jeweiligen bauaufsichtlichen Zulassungen für die gleiche Anwendung unterschiedliche Korrosionsschutzsysteme vorgesehen sein. Der Name des Korrosionsschutzsystems lässt deshalb keinen Schluss auf seine Wirksamkeit und Dauerhaftigkeit zu.

### Anwendungen
Anwendungsgebiete sind:
- Gründungen und Nachgründungen
- Verstärkung bestehender Tragwerke
- Unterfangungen
- Verringerung von Setzungen oder Verschiebungen
- Rückverankerungen
- Baugrundbewehrungen
- Auftriebssicherungen
- Verbesserung der Standsicherheit von Geländesprüngen und Böschungen

Verbundpfähle überschneiden sich teilweise in ihren Anwendungen mit Bodennägeln (DIN EN 14490).